# حشيشة فضية
الحشيشة الفضية هي جنس من الأعشاب المعمرة ينتمي إلى الفصيلة النجيلية، واسمه العلمي Miscanthus، ويوجد منه 15 نوعاً منها:
- الفلوريدي (باللاتينية: Miscanthus floridulus)
- العملاق (باللاتينية: Miscanthus giganteus)
- السكري (باللاتينية: Miscanthus sacchariflorus) و(بالإنجليزية: Amur silver-grass)‏
- الصيني (باللاتينية: Miscanthus sinensis)
- المصبوغ (باللاتينية: Miscanthus tinctorius)
- (باللاتينية: Miscanthus transmorrisonensis)

ينتشر هذا النبات بالجذامير ويتميز بنموه السريع والكبير وإنتاجه الغزير من المادة الجافة، ولذا فهو يعد أحد أهم محاصيل الطاقة التي تستخدم لإنتاج الوقود الحيوي. يصل ارتفاع النبات إلى 3 م. لون أوراقه أخضر مائل قليلاً للزرقة، ويصل إنتاجه من المادة الجافة إلى 30 طناً/هكتار حسب دراسةٍ أجريت في ولاية إلينوي.

جذامير نبات الحشيشة الفضية